# Mars 3

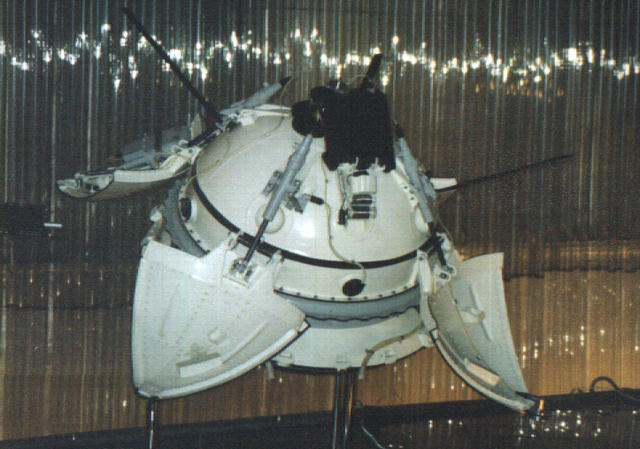
Model Marsu 3 v muzeu "Památník dobyvatelů kosmu" v Moskvě

Mars 3 byla sovětská sonda, která v roce 1971 jako první přistála na povrchu Marsu. Jednalo se o sesterskou sondu k Mars 2, která startovala o devět dní dříve.

## Start
Na oběžnou dráhu byla vynesena raketou Proton K, která startovala dne 28. května 1971 v 15:26:30 UTC. Podle katalogu COSPAR byla označena 1971-049A.

## Konstrukce
Sonda se skládala ze dvou modulů. Celková hmotnost sondy byla 4650 kg, z čehož 3440 kg připadalo na orbitální modul a 1210 kg na přistávací modul.
Součástí sondy byly parabolická anténa, nádrže s pohonnými hmotami, ohřívací radiátor, detektory orientace sondy, sluneční baterie a francouzská aparatura Stereo na měření radiového šumu.

## Průběh mise

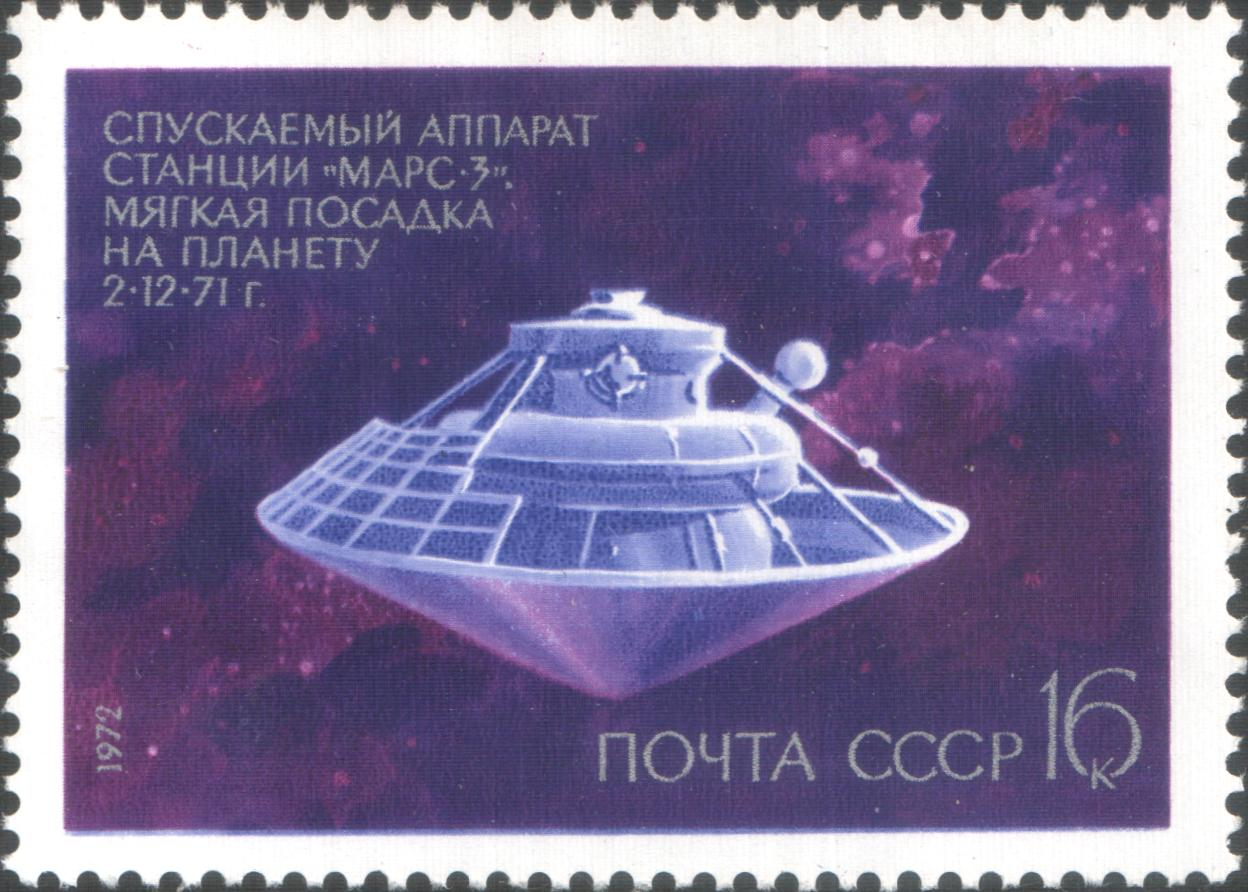
Dobová poštovní známka z SSSR s vyobrazením sondyS

Přistávací modul začal se sestupem 2. prosince 1971 v 09:14 a po 4 hodinách a 35 minutách dosáhl s pomocí padáku a přistávacího motoru povrchu, odkud po 14,5 sekundy vysílal signál (malou část extrémně nekvalitního obrazu) prostřednictvím družicové části sondy a pak se z neznámého důvodu odmlčel. Příčina poruchy mohla souviset se silnou písečnou bouří odehrávající se na Marsu v době přistání, která mohla poškodit komunikační systém.
Orbitální modul, tedy družicová část sondy, byl naveden na dráhu ve výši 1500 - 190 000 km s periodou 19 dní. Pracoval do 22. srpna 1972, za tu dobu vykonal 20 oběhů Marsu. Prováděl snímkování povrchu, měření povrchové teploty, tlaku, koncentrace vodní páry a slunečního radiačního šumu.